# 顏思齊先生開拓臺灣登陸紀念碑
23°34′07″N 120°18′05″E / 23.568680°N 120.301384°E
顏思齊先生開拓臺灣登陸紀念碑，簡稱顏思齊紀念碑，位於臺灣雲林縣北港鎮民主路與文化路交叉口圓環，是1959年為紀念顏思齊登陸臺灣而建，為該鎮徽的一部分。

## 歷史

### 建立緣由
顏思齊紀念碑位於北港文化路和民主路十字路口，為臺灣省府為紀念顏思齊首開閩粵移民大量入墾臺灣的風氣而設，1959年10月27日動工，當時鎮長為陳向陽，1960年1月16日揭幕。
造型為台制三丈三尺高的四方型青白色碑，碑名由周至柔親題，碑文乃陳向陽書寫。因當地被認為是風水俗稱的「青蛙穴」，故碑設有青蛙噴水造型的圓環水池。碑一旁的店家就是以賣紅燒青蛙聞名。由於有圓環噴水池環繞，像是座小型造景公園，吸引遊客前往拍照留念，儼然是北港的地標。許石井任職鎮長時，公開徵求鎮徽，以北港具代表性的北港朝天宮萬善牆、顏思齊紀念碑合併作圖樣獲選。

### 鄰鄉反應
顏思齊登臺灣後設置十座寨，其中後寨、左寨、右寨、糧草寨及海防寨分別在水林鄉的顏厝寮、水北村、王厝寮、土間寮、後寮埔。2001年城鄉新風貌建設計畫，水林鄉除作中庄七角井小型休閒公園、文化路藝術牆外，本擬在縣道164號入鄉處建立一座顏思齊駐寨紀念碑，但因民眾認為與北港是「鬧雙胞」，故放棄。
水林鄉公所主任秘書李明岳則主張顏思齊登陸處應該是今日的水林鄉後寮村，質疑北港設碑有問題。水林鄉公所在鄉土教材，強調顏思齊登臺灣處就在水林。

### 碑文修改

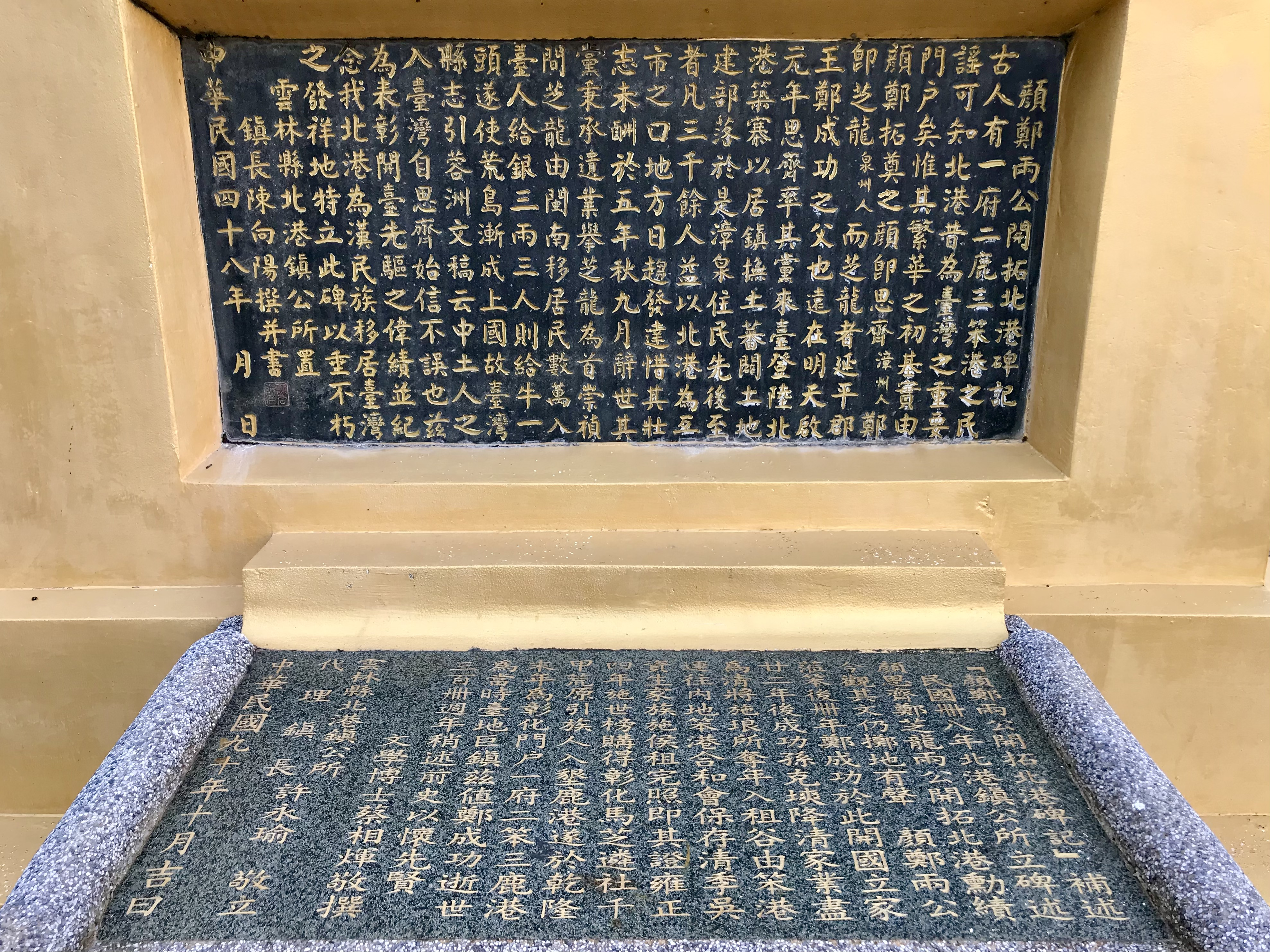
碑文

碑文「顏鄭兩公開拓北港碑記」開頭即以「一府、二鹿、三笨」描述先民開闢台南府城、鹿港、笨港。但有外地文史工作者、民眾認為這樣是錯寫鹿港發展比笨港早，遂有所質疑。文史工作者楊彥騏評論「一府、二鹿、三笨」在古文獻找不到、在臺灣它地也聽不到這樣說法。洪敏麟、廖漢臣都以「一府二笨」稱之。地方文史工作者蔡相煇等，依吳資生家族提供的清朝文獻記載笨港人曾於彰化購地並引族人開拓鹿港，而主張笨港開發時間早於鹿港，所以要寫「一府、二笨、三鹿港」。
2001年4月16日，北港代鎮長許永瑜，會同代表會主席蔡銘唐及北港地區文史工作者許士能等人前往紀念碑實勘。許士能認為顏思齊事蹟僅屬於傳說，並未接受撰寫補述碑文。
2001年11月，鎮公所特別於碑文下方興建「顏鄭兩公開拓北港碑記」補述碑文，將「一府、二鹿、三笨」改「一府、二笨、三鹿港」。

### 交通問題
顏思齊紀念碑所在是臺灣中小企業銀行、彰化銀行、郵局等金融機構聚集地，又通往市區、學校、北港媽祖廟，以及通往聯外橋樑北港大橋必經之地，人潮車潮匯集交通量非常大，所有車子必須繞行圓環一週，使得上下班等交通尖峰時間交通便為之阻塞。為交通原因，於是將噴水池拆掉，紀念碑範圍逐漸縮只剩下紀念碑和花台。在當地要興建亞洲大樓後，北港鎮公所評估交通量一定無法負荷，就委由邱穀工程顧問公司研究此碑是否要拆除，結果引起地方疑慮，1995年12月29日由北港鎮公所澄清是要蒐集地方人士意見才作決定。
附近居民有認為是1981年將噴水圓環拆除後，破壞了風水，使得地方發展受阻，而想要恢復。鎮長徐忠徹任內，提出恢復重塑景觀的規劃，並透過縣府向營建署爭取到規劃經費。後來鎮公所編列數十萬元經費，恢復圓環青蛙噴水，建立內有八隻噴水青蛙、直徑8.5公尺的水池，2017年11月16日動工。

### 環境美化
許永瑜代理北港鎮長任內，爭取2001年營建署城鄉風貌計畫的補助款新台幣一千萬元，整修以北港朝天宮為中心的附近舊有聚落，將之擴及至顏思齊紀念碑附近。2003年，鎮長徐忠徹透過縣府向營建署爭取到三百五十萬元規劃經費，將圓環納入城鄉新風貌規劃。2021年，顏思齊開台四百周年，雲林縣政府在顏思齊紀念碑圓環規畫燈組，加上顏思齊漫畫形象元素，以網布光環境模擬海浪圖騰融入。